# A nagy átverés (film, 1963)
A nagy átverés (eredeti cím: Pouic-Pouic)  1963-ban bemutatott francia filmvígjáték. Főszereplő Louis de Funès.

## Cselekménye
|  | Alább a cselekmény részletei következnek! |

Franciaország, az 1950-es évek második fele, nyári időszak.
Patricia Monestier agyaggalamb lövészetet gyakorol házuk kertjében. Egy gazdag udvarló különféle drága ajándékokat küldözget neki, amiket a lány visszaküld a feladónak (nyaklánc, kutya, ló, autó). Az autót egy szimpatikus fiatalember, Simon szállítja ki. Patricia szeretné valahogy leállítani erőszakos udvarlóját. Simon azt mondja neki, hogy ha férjnél lenne, akkor az udvarló abbahagyná az udvarlást. Patriciának kapóra jön az ötlet és némi anyagiak felkínálása után (a jelenlegi bérének tízszerese, plusz teljes ellátás) a fiatalember elvállalja, hogy formailag eljátssza a férj szerepét, amíg az udvarló abbahagyja az udvarlást. (azonban a szabadban kell aludnia).
Patricia apja, Léonard Monestier a párizsi tőzsdén üzletel. Artikulátlan hangokat ad ki, amikor acélrészvényeinek ára meredeken emelkedik. Felesége telefonál a vidéki nyaralójukba, ahol Charles veszi fel a kagylót. Cynthia, Léonard felesége bejelenti az inasnak, hogy másnap érkeznek, és hogy készítsenek ünnepi ebédet, mert a férjének születésnapja lesz. A tőzsdén egy fehér cowboykalapos, Casellini nevű férfi tűnik fel, aki utal rá, hogy Dél-Amerikából jött vissza és van egy üzleti ajánlata. Léonardót nem érdekli a dolog.
A vidéki házban Patricia az inas előtt is ügyel a látszatra: amikor Charles be akarja hozni a reggelit, Patricia gyorsan behívja Simont a szobába (Simon éjszaka a kertben aludt).
Másnap reggel megérkeznek a szülők az autójukkal, amit egy sofőr vezet. Charles beviszi a szobába a Puty-Puty nevű kis fekete kakast, amit Cynthia becézni kezd. Cynthia táskájából egy bőrdarab esik a földre. A szabálytalan alakú bőrre vázlatszerűen egy térkép van rögzítve, ami egy olajlelőhelyet ábrázol. A bőrdarab hivatalos irat, egy koncesszió, ami kizárólagos kiaknázási jogot jelent a földdarabra, amin vad indiánok élnek. Cynthia a térképet Casellinitől vette (aki korábban azt Léonardnak is felajánlotta). Léonard őrjöngeni kezd, amikor megtudja, hogy a felesége valóságos vagyont fizetett a feltehetően hamis térképért, ráadásul a szükséges pénzt az ő acélipari részvényeinek eladásával szerezte meg, amihez Léonard aláírását is utánoznia kellett.
Charles közli Léonarddal, hogy Patricia kitartó udvarlója, Antoine Brévin többször is járt a házban. Léonardnak kapóra jön ez az információ. Elhatározza, hogy a koncessziót, ami meggyőződése szerint csak őserdőt tartalmaz, rásózza a szerelmes, hülye és gazdag Antoine-ra. Azonnal felhívja a férfit, aki autójával percek alatt odaér. Léonardnak arra van szüksége, hogy Patricia kedves legyen a férfival, így hideg zuhanyként éri a hír, hogy a lánya titokban férjhez ment. Ezért el akarja küldeni Simont, aki azonban egyáltalán nem akar elmenni. Léonard hajlandó lenne fizetni neki, hogy távozzon, majd közli vele, hogy ő az 1938-as tartományi dzsúdóbajnokságon elődöntős volt. Simon azzal vág vissza, hogy ő 1955-ben az országos bajnokságon döntős volt.
Antoine közben megérkezett. Cynthia a kakas sétáltatása közben találkozik a lányával. Ekkor kiderül, hogy Patriciának van egy Paul nevű testvére, aki Brazíliából küldött levelet. 
Apja unszolására Patricia kedvesen viselkedik Antoine-nal, időnként „őzikeszemeket” villant rá. Léonardnak átmenetileg sikerül elküldenie Simont, aki amúgy is a holmijáért akart menni de közli, hogy vissza fog jönni. Léonard tárgyalni kezd Antoine-nal a földterület eladásáról. Amikor kiderül, hogy Léonard nem járt a helyszínen, fia azonban igen, Antoine tőle szeretné hallani a részleteket. Léonardnak kapóra jön, hogy Simon éppen ekkor érkezik vissza a házba a bőröndjével. Léonard úgy tesz, mintha ő lenne a fia, aki éppen akkor érkezett vissza Dél-Amerikából, és fiaként mutatja be Antoine-nak.
Ekkor megérkezik a házaspár igazi fia, Paul, dél-amerikai öltözetben, gitárral és egy egzotikus nővel.
Antoine csónakázni megy egyedül és beleesik a vízbe. Léonard tervet készít, hogy az üzletet megköthesse Antoine-nal, aki erősen ingadozik. Betanítja Patriciát, Pault és Simont, hogy mit kell mondaniuk. Antoine megpróbál telefonon az üzleti tanácsadójával beszélni, de a központ félrekapcsolja. Antoine többször elveszi a csekkfüzetét és már majdnem aláírja, de valami mindig közbejön. Léonard Pault szólítja fel, hogy találjon ki valamit Antoine meggyőzésére. Charles azt az ötletet adja Paulnak, hogy a rádióhoz egy vezetéket csatlakoztatnak, aminek a végén a kertben egy mikrofon van. A társaság elkezd bridzsezni, majd, mintha a rádió híreket mondana, Charles bemondja, hogy „Venezuelában hatalmas olajlelőhelyet találtak az Orenok közelében”. A hír mindenkit felvillanyoz, hiszen a térkép is ezt a területet jelöli. Antoine azonnal meg akarja kötni az üzletet, azonban, mivel Léonard nincs beavatva Paul csínytevésébe, azt hiszi, hogy a hír igaz, durván elutasítja Antoine ajánlatát, sértegeti és elküldi a férfit.
Simon néhány kellemetlen kérdést tesz fel Palma Diamantinónak a nő szobájában. Kiderül, hogy a nő sohasem járt Rióban, Paullal egy párizsi lokálban ismerkedtek meg, a Place Pigalle-on, ahol Palma táncosnő volt. Valódi neve Régine Mercier (a Palma Diamantino a művészneve). Simon megzsarolja a nőt, azt az ajánlatot teszi neki, hogy ha Antoine-t ráveszi, hogy aláírja a csekket, akkor nem fedi fel a személyazonosságát, és elmehet a férfival. A nő belemegy az alkuba és bekopog Antoine szobájába.
Másnap reggel „Palma” átadja az aláírt csekket Simonnak, aki Patriciának adja oda. Antoine és „Palma” együtt utaznak el a férfi kocsiján. Simon összepakolt a bőröndjébe, és el akar búcsúzni Patriciától, mondván, hogy a szerepe véget ért, Patricia azonban hevesen megcsókolja. Léonard az ágyából kikelve a rádiót hallgatja, ahol megismétlik az előző nap hallott hírt az új olajlelőhely felfedezéséről. Léonard azt hiszi, hogy viccelnek vele, és a rádiót kezdi tapogatni, az azonban egy hordozható készülék, és semmiféle külső zsinór nem kapcsolódik hozzá. Amikor kiderül, hogy a hír igaz (Charles civil ruhába van öltözve és a nappaliban éppen felmond a ház asszonyának), Léonard kitörő örömmel reagál, mert még nem tudja, hogy az üzlet létrejött Antoine-nal és a föld már nem az övék. Amikor ezt megtudja, rosszul lesz és elájul.
Patricia és Simon egy virágokkal feldíszített, nyitott tetejű autóban nászútra mennek. Léonard és Cynthia integetnek nekik, miközben Charles a háttérben áll.
|  | Itt a vége a cselekmény részletezésének! |

## Szereposztás
| Szerep                                           | Színész                                       | Magyar hangja (1. szinkron) |
| ------------------------------------------------ | --------------------------------------------- | --------------------------- |
| Léonard Monestier                                | Louis de Funès                                | Balázs Péter                |
| Patricia Monestier, a lánya                      | Mireille Darc                                 | Orosz Anna                  |
| Paul Monestier, Léonard fia                      | Roger Dumas                                   | Kapácsy Miklós              |
| Cynthia Monestier, Léonard felesége              | Jacqueline Maillan                            | Zsurzs Kati                 |
| Charles, inas a Monestier házban                 | Christian Marin                               | Katona Zoltán               |
| Simon Guilbaud, akit Patricia alkalmaz férjnek   | Philippe Nicaud                               | Háda János                  |
| Antoine Brévin, arisztokrata, Patricia udvarlója | Guy Tréjean                                   | Tarján Péter                |
| Régine Mercier / Palma Diamantino                | Maria-Rosa Rodriguez (stáblistán Yana Chouri) | Braun Rita                  |
| Morrison, tőzsdei ügynök                         | Philippe Dumat                                | Balázsi Gyula               |
| Pedro Caselli / Casellini                        | Daniel Ceccaldi                               | N/A                         |
| James                                            | Yves Barsacq                                  | N/A                         |
| Kopasz játékos                                   | Jean Girault                                  | N/A                         |
| Rádióbemondó hangja                              | Pierre Bouteiller                             | N/A                         |

## Érdekesség
- A film eredeti francia címe, Pouic-Pouic Cynthia Monestier kakasának neve (a magyar szinkronban a kakas neve Puty-Puty).
- A kis fekete kakast Cynthia házi kedvencként tartja, például kantárral vezetve sétálni viszi.
- Az üzleti vételárat egyszer sem mondják ki a történet során.
- Antoine autója egy 1960-as Bentley S2.
- A film végén a fiatal pár egy 1960-as fehér Sunbeam Alpine nyitott tetejű sportautóval távozik.[3]

## Fordítás
- Ez a szócikk részben vagy egészben  a   Pouic-Pouic című angol Wikipédia-szócikk fordításán alapul.  Az eredeti cikk szerkesztőit annak laptörténete sorolja fel. Ez a jelzés csupán a megfogalmazás eredetét és a szerzői jogokat jelzi, nem szolgál a cikkben szereplő információk forrásmegjelöléseként.